# ISA World Surfing Games 2021
Los ISA World Surfing Games 2021 se llevaron a cabo a través de las olas de La Bocana y El Sunzal en Surf City en El Salvador, del 29 de mayo al 6 de junio de 2021. El evento originalmente estaba programado para realizarse del 9 al 17 de mayo de 2020, pero se pospuso debido a la pandemia de COVID-19. El evento estuvo organizado por la Asociación Internacional de Surf.

## Desarrollo

### Ceremonia de apertura
El 29 de mayo, el presidente de la República Nayib Bukele, inauguró los ISA World Surfing Games 2021, que se llevaron a cabo en las playas de La Bocana y El Sunzal, en el departamento de La Libertad, esta competición formó parte del camino que los surfistas recorren para clasificar a los Juegos Olímpicos de Tokio 2020.
Con la representación de dos atletas por delegación, fueron desfilando los surfistas con sus respectivos estandartes y arena traída de sus países, que vertieron en un solo recipiente como parte de la Ceremonia de las Arenas del Mundo. Arena que se traduce en una sola nación y que, durante nueve días, fue la protagonista de una de las fiestas más importantes que El Salvador haya organizado en la disciplina del surf.

### Delegaciones participantes
(49 países y 2 territorios autónomos compitieron por la clasificación).
| Lista de equipos participantes |
| --- |
| 1. Afganistán 2. Alemania 3. Argelia 4. Argentina 5. Australia 6. Barbados 7. Bélgica 8. Brasil 9. Canadá 10. Chile 11. Colombia 12. Costa Rica 13. Dinamarca 14. Ecuador 15. El Salvador 16. España 17. Estados Unidos 18. Filipinas 19. Francia 20. Grecia 21. Guatemala 22. Hungría 23. Indonesia 24. Irán 25. Irlanda 26. Islas Vírgenes de los Estados Unidos 27. Israel 28. Italia 29. Jamaica 30. Japón 31. Marruecos 32. México 33. Nicaragua 34. Nueva Zelanda 35. Países Bajos 36. Panamá 37. Perú 38. Portugal 39. Puerto Rico 40. Reino Unido 41. República de China 42. República Dominicana 43. Rusia 44. Samoa Americana 45. Senegal 46. Sudáfrica 47. Suecia 48. Suiza 49. Turquía 50. Ucrania 51. Uruguay 52. Venezuela |

## Resultados

### Medallistas
| Evento           | Oro                                                                                     | Plata                                                                                     | Bronce                                                                                                 |
| ---------------- | --------------------------------------------------------------------------------------- | ----------------------------------------------------------------------------------------- | --- |
| Hombres          | Joan Duru Francia                                                                       | Kanoa Igarashi Japón                                                                      | Jeremy Flores Francia                                                                                  |
| Mujeres          | Sally Fitzgibbons Australia                                                             | Yolanda Sequeira Portugal                                                                 | Teresa Bonvalot Portugal                                                                               |
| Puntos de equipo | Michel Bourez Joan Duru Jérémy Florès Pauline Ado Cannelle Bulard Vahiné Fierro Francia | Kanoa Igarashi Shun Murakami Hiroto Ohhara Mahina Maeda Shino Matsuda Amuro Tsuzuki Japón | Miguel Blanco Frederico Morais Vasco Ribeiro Teresa Bonvalot Carolina Mendes Yolanda Sequeira Portugal |

### Tabla de medallas
País organizador (El Salvador)
| Rank               | País               | Oro | Plata | Bronce | Total |
| ------------------ | ------------------ | --- | ----- | ------ | ----- |
| 1                  | Francia            | 2   | 0     | 1      | 3     |
| 2                  | Australia          | 1   | 0     | 0      | 1     |
| 3                  | Japón              | 0   | 2     | 0      | 2     |
| 4                  | Portugal           | 0   | 1     | 2      | 3     |
| Totales (4 países) | Totales (4 países) | 3   | 3     | 3      | 9     |

## Estadísticas por día

### Día 1

#### Hombres
| N.º | Competidor                | País           | Puntos Totales |
| --- | ------------------------- | -------------- | -------------- |
| 13  | Ítalo Ferreira            | Brasil         | 16.43          |
| 20  | Noé Mar McGonagle         | Costa Rica     | 16.40          |
| 24  | Ryan Callinan             | Australia      | 13.74          |
| 2   | Cody Young                | Canadá         | 13.67          |
| 3   | Frederico Morais          | Portugal       | 13.43          |
| 17  | Hiroto Ohhara             | Japón          | 13.37          |
| 15  | Rio Waida                 | Indonesia      | 13.26          |
| 16  | Anthony Fillingim         | Costa Rica     | 12.97          |
| 6   | Jonathan González         | España         | 12.84          |
| 10  | Vasco Ribeiro             | Portugal       | 12.50          |
| 21  | Gabriel Medina            | Brasil         | 12.50          |
| 3   | Porfirio Miranda          | El Salvador    | 12.14          |
| 16  | John Mark Tokong          | Filipinas      | 11.90          |
| 19  | Oney Anwar                | Indonesia      | 11.76          |
| 23  | Joan Duru                 | Francia        | 11.70          |
| 20  | César Amador              | Nicaragua      | 11.50          |
| 12  | Matt McGillivray          | Sudáfrica      | 10.76          |
| 8   | Giorgio Gómez             | Colombia       | 10.73          |
| 11  | Yoni Klein                | Israel         | 10.73          |
| 2   | Dylan Southworth          | México         | 10.67          |
| 1   | Ramzi Boukhiam            | Marruecos      | 10.46          |
| 15  | Francisco Bellorin        | Venezuela      | 10.40          |
| 7   | Eithan Osborne            | Israel         | 10.37          |
| 1   | Joshua Burke              | Barbados       | 10.30          |
| 4   | Lucca Mesina              | Perú           | 10.30          |
| 19  | I Ketut Agus Aditya Putra | Indonesia      | 10.30          |
| 3   | Angelo Bonomelli          | Italia         | 10.26          |
| 23  | Jose López                | Venezuela      | 10.17          |
| 22  | Aritz Aranburu            | España         | 10.10          |
| 5   | Ryan Huckabee             | Estados Unidos | 10.07          |

#### Mujeres
| N.º | Competidora         | País           | Puntos Totales |
| --- | ------------------- | -------------- | -------------- |
| 5   | Alyssa Spencer      | Estados Unidos | 16.00          |
| 24  | Shino Matsuda       | Japón          | 14.40          |
| 14  | Brisa Hennessy      | Costa Rica     | 13.50          |
| 6   | Teresa Bonvalot     | Portugal       | 13.24          |
| 9   | Sofia Mulanovich    | Perú           | 13.16          |
| 16  | Tatiana Weston-Webb | Brasil         | 13.16          |
| 2   | Rachel Presti       | Alemania       | 13.00          |
| 21  | Mahina Maeda        | Japón          | 12.93          |
| 8   | Daniella Rosas      | Perú           | 12.67          |
| 12  | Nilbie Blancada     | Filipinas      | 12.30          |
| 12  | Amuro Tsuzuki       | Japón          | 12.26          |
| 6   | Havanna Cabrero     | Puerto Rico    | 11.94          |
| 10  | Leticia Canales     | España         | 11.60          |
| 15  | Noah Klapp          | Alemania       | 11.47          |
| 15  | Pauline Ado         | Francia        | 11.24          |
| 11  | Ornela Pellizzari   | Argentina      | 11.00          |
| 23  | Bethany Zelasko     | Canadá         | 10.94          |
| 17  | Paige Hareb         | Nueva Zelanda  | 10.83          |
| 10  | Anat Lelior         | Israel         | 10.67          |
| 3   | Leilani McGonagle   | Costa Rica     | 10.60          |
| 16  | Dominic Barona      | Ecuador        | 10.50          |
| 4   | Sally Fitzgibbons   | Australia      | 10.34          |
| 19  | Camilla Kemp        | Alemania       | 10.10          |
| 4   | Asaya Brusa         | México         | 10.00          |
| 22  | Lucia Induráin      | Argentina      | 9.93           |
| 7   | Ariane Ochoa        | España         | 9.73           |
| 22  | Mathea Olin         | Canadá         | 9.67           |
| 17  | Valentina Resano    | Nicaragua      | 9.26           |
| 5   | Chelsea Roett       | Barbados       | 8.97           |
| 9   | Rheanna Rosenbaum   | Bélgica        | 8.74           |

### Día 2

#### Hombres
| N.º | Competidor         | País           | Puntos Totales |
| --- | ------------------ | -------------- | -------------- |
| 29  | Filipe Toledo      | Brasil         | 17.70          |
| 46  | Bryan Pérez        | El Salvador    | 14.16          |
| 43  | Ítalo Ferreira     | Brasil         | 13.93          |
| 45  | Hiroto Ohhara      | Japón          | 13.66          |
| 47  | Stanley Norman     | Reino Unido    | 13.64          |
| 42  | Vasco Ribeiro      | Portugal       | 13.33          |
| 25  | Kanoa Igarashi     | Japón          | 13.00          |
| 45  | Oney Anwar         | Indonesia      | 13.00          |
| 49  | Kanoa Igarashi     | Japón          | 12.83          |
| 37  | Frederico Morais   | Portugal       | 12.67          |
| 54  | Leon Glatzer       | Alemania       | 12.57          |
| 47  | Joan Duru          | Francia        | 12.53          |
| 54  | Manuel Selman      | Chile          | 12.46          |
| 38  | Cody Young         | Canadá         | 12.27          |
| 50  | Miguel Tudela      | Perú           | 12.27          |
| 43  | Rio Waida          | Indonesia      | 12.26          |
| 44  | Francisco Bellorin | Venezuela      | 12.26          |
| 38  | Joshua Burke       | Barbados       | 12.24          |
| 41  | Shun Murakami      | Japón          | 12.00          |
| 50  | Aboubakr Bouaouda  | Marruecos      | 11.90          |
| 36  | Alonso Correa      | Perú           | 11.77          |
| 39  | Ryan Huckabee      | Estados Unidos | 11.73          |
| 39  | Julian Wilson      | Australia      | 11.70          |
| 48  | Aritz Aranburu     | España         | 11.67          |
| 51  | Filipe Toledo      | Brasil         | 11.60          |
| 30  | Alan Cleland       | México         | 11.50          |
| 44  | Luke Dillon        | Reino Unido    | 11.50          |
| 54  | Alonso Correa      | Perú           | 11.37          |
| 31  | Santiago Muñiz     | Argentina      | 11.27          |
| 37  | Isauro Elizondo    | Panamá         | 11.27          |

#### Mujeres
| N.º | Competidora           | País           | Puntos Totales |
| --- | --------------------- | -------------- | -------------- |
| 25  | Caroline Marks        | Estados Unidos | 15.33          |
| 29  | Carissa Moore         | Estados Unidos | 14.93          |
| 26  | Yolanda Sequeira      | Portugal       | 14.34          |
| 32  | Stephanie Gilmore     | Australia      | 13.50          |
| 34  | Sally Fitzgibbons     | Australia      | 12.34          |
| 27  | Marcela Machado       | Uruguay        | 11.50          |
| 36  | Teresa Bonvalot       | Portugal       | 11.10          |
| 37  | Anat Lelior           | Israel         | 11.00          |
| 34  | Rachel Presti         | Alemania       | 10.96          |
| 36  | Daniella Rosas        | Perú           | 10.94          |
| 39  | Noah Klapp            | Alemania       | 10.73          |
| 39  | Candelaria Resano     | Nicaragua      | 10.57          |
| 31  | Claire Bevilacqua     | Italia         | 9.93           |
| 35  | Ariane Ochoa          | España         | 9.93           |
| 30  | Taina Angel Izquierdo | Indonesia      | 9.50           |
| 31  | Eva Luna Woodland     | Costa Rica     | 9.43           |
| 38  | Leticia Canales       | España         | 9.33           |
| 43  | Mahina Maeda          | Japón          | 9.27           |
| 29  | Susana Berrezueta     | Ecuador        | 9.20           |
| 46  | Melanie Giunta        | Perú           | 9.20           |
| 30  | Carolina Mendes       | Portugal       | 9.07           |
| 31  | Delfina Morosini      | Uruguay        | 9.04           |
| 40  | Pauline Ado           | Francia        | 8.83           |
| 33  | Leilani McGonagle     | Costa Rica     | 8.77           |
| 32  | Shelby Detmers        | México         | 8.50           |
| 46  | Yolanda Sequeira      | Portugal       | 8.40           |
| 26  | Faviola Alcalá        | Puerto Rico    | 8.33           |
| 28  | Melanie Giunta        | Perú           | 8.13           |
| 48  | Taina Angel Izquierdo | Indonesia      | 8.13           |
| 36  | Chelsea Roett         | Barbados       | 8.10           |

### Día 3

#### Hombres
| N.º | Competidor            | País         | Puntos Totales |
| --- | --------------------- | ------------ | -------------- |
| 85  | Rafael Pereira        | Venezuela    | 14.83          |
| 59  | Hiroto Ohhara         | Japón        | 14.60          |
| 87  | Jose Ignacio Gundesen | Argentina    | 14.43          |
| 81  | Maximiliano Cross     | Chile        | 14.34          |
| 85  | Oliver Hartkopp       | Dinamarca    | 14.10          |
| 85  | Edoardo Papa          | Italia       | 14.00          |
| 60  | Aritz Aranburu        | España       | 13.67          |
| 81  | Tom Boelsma           | Países Bajos | 13.17          |
| 61  | Kanoa Igarashi        | Japón        | 12.83          |
| 91  | Kian Martin           | Suecia       | 12.43          |
| 78  | Jhony Corzo           | México       | 12.33          |
| 82  | Leandro Usuna         | Argentina    | 12.33          |
| 93  | Jack Verbraeken       | Bélgica      | 12.20          |
| 83  | Greyson Grant         | Suecia       | 12.17          |
| 58  | Vasco Ribeiro         | Portugal     | 12.00          |
| 63  | Alan Cleland          | México       | 11.93          |
| 79  | Kaspar Hamminga       | Países Bajos | 11.87          |
| 89  | Kalum Temple          | Canadá       | 11.67          |
| 84  | Jean González         | Panamá       | 11.50          |
| 92  | Marco Giorgi          | Uruguay      | 11.43          |
| 88  | Israel Barona         | Ecuador      | 11.17          |
| 79  | Ricardo Delgado       | Puerto Rico  | 11.16          |
| 56  | Julian Wilson         | Australia    | 10.83          |
| 56  | Isauro Elizondo       | Panamá       | 10.60          |
| 90  | Dwight Pastrana       | Puerto Rico  | 10.56          |
| 83  | Elton Sánchez         | Nicaragua    | 10.50          |
| 61  | Michel Bourez         | Francia      | 10.44          |
| 87  | Jackson Obando        | Nicaragua    | 10.34          |
| 92  | Carlos Goncalves      | Ecuador      | 10.33          |
| 79  | Carlos Escobar        | Guatemala    | 10.17          |

#### Mujeres
| N.º | Competidora       | País            | Puntos Totales |
| --- | ----------------- | --------------- | -------------- |
| 69  | Rosanny Alvarez   | Venezuela       | 17.57          |
| 77  | Nadia Erostarbe   | España          | 16.84          |
| 55  | Yolanda Sequeira  | Portugal        | 15.77          |
| 72  | Giada Legati      | Italia          | 15.00          |
| 65  | Cannelle Bulard   | Francia         | 13.33          |
| 74  | Vahiné Fierro     | Francia         | 13.17          |
| 55  | Stephanie Gilmore | Australia       | 12.94          |
| 54  | Lucia Induráin    | Argentina       | 12.50          |
| 67  | Lucille Jarrard   | Samoa Americana | 12.23          |
| 68  | Kailani Johnson   | Indonesia       | 12.17          |
| 71  | Enilda Alonso     | Panamá          | 12.10          |
| 79  | Delfina Morosini  | Uruguay         | 12.03          |
| 67  | Vea Estrellado    | Filipinas       | 12.00          |
| 69  | Emily Currie      | Reino Unido     | 12.00          |
| 65  | Emily Gussoni     | Italia          | 11.37          |
| 49  | Leilani McGonagle | Costa Rica      | 11.06          |
| 52  | Pauline Ado       | Francia         | 10.77          |
| 51  | Noah Klapp        | Alemania        | 10.73          |
| 53  | Paige Hareb       | Nueva Zelanda   | 10.57          |
| 73  | Jessica Anderson  | Chile           | 10.53          |
| 53  | Mahina Maeda      | Japón           | 10.50          |
| 55  | Claire Bevilacqua | Italia          | 10.27          |
| 50  | Alyssa Spencer    | Estados Unidos  | 10.16          |
| 52  | Candelaria Resano | Nicaragua       | 10.10          |
| 49  | Daniella Rosas    | Perú            | 9.87           |
| 76  | Maria Torrealba   | Venezuela       | 9.80           |
| 52  | Ornela Pellizzari | Argentina       | 9.60           |
| 74  | Isabella Goodwin  | Panamá          | 9.44           |
| 51  | Estela López      | Chile           | 9.37           |
| 71  | Evelin Centeno    | El Salvador     | 9.37           |

### Día 6

#### Hombres
| N.º | Competidor                | País           | Puntos Totales |
| --- | ------------------------- | -------------- | -------------- |
| 143 | Owen Wright               | Australia      | 16.33          |
| 71  | Jeremy Flores             | Francia        | 16.00          |
| 143 | Manuel Selman             | Chile          | 15.50          |
| 142 | Vasco Ribeiro             | Portugal       | 15.03          |
| 70  | Hiroto Ohhara             | Japón          | 14.13          |
| 139 | Bryan Pérez               | El Salvador    | 13.67          |
| 144 | Bryan Pérez               | El Salvador    | 13.56          |
| 138 | Vasco Ribeiro             | Portugal       | 13.43          |
| 140 | Owen Wright               | Australia      | 13.37          |
| 70  | Shun Murakami             | Japón          | 12.86          |
| 140 | Alonso Correa             | Perú           | 12.80          |
| 139 | Noé Mar McGonagle         | Costa Rica     | 12.40          |
| 143 | Francisco Bellorin        | Venezuela      | 12.17          |
| 141 | Leonardo Fioravanti       | Italia         | 12.10          |
| 72  | Joan Duru                 | Francia        | 11.90          |
| 143 | Ramzi Boukhiam            | Marruecos      | 11.43          |
| 144 | Matt McGillivray          | Sudáfrica      | 11.33          |
| 140 | Alan Cleland              | México         | 11.27          |
| 142 | Lucca Mesinas             | Perú           | 11.17          |
| 144 | Leonardo Fioravanti       | Italia         | 11.17          |
| 72  | Miguel Tudela             | Perú           | 10.90          |
| 72  | I Ketut Agus Aditya Putra | Indonesia      | 10.90          |
| 138 | Matt McGillivray          | Sudáfrica      | 10.90          |
| 142 | Noé Mar McGonagle         | Costa Rica     | 10.67          |
| 141 | Manuel Selman             | Chile          | 10.57          |
| 71  | Kanoa Igarashi            | Japón          | 10.56          |
| 136 | Ryan Huckabee             | Estados Unidos | 10.17          |
| 141 | Santiago Muñiz            | Argentina      | 9.57           |
| 136 | Francisco Bellorin        | Venezuela      | 9.10           |
| 138 | Yoni Klein                | Israel         | 8.54           |

#### Mujeres
| N.º | Competidora           | País           | Puntos Totales |
| --- | --------------------- | -------------- | -------------- |
| 120 | Stephanie Gilmore     | Australia      | 15.73          |
| 118 | Alyssa Spencer        | Estados Unidos | 15.47          |
| 118 | Sally Fitzgibbons     | Australia      | 13.34          |
| 117 | Anat Lelior           | Israel         | 13.10          |
| 119 | Vahiné Fierro         | Francia        | 12.67          |
| 120 | Bethany Zelasko       | Canadá         | 11.66          |
| 120 | Carolina Mendes       | Portugal       | 11.17          |
| 117 | Amuro Tsuzuki         | Japón          | 11.00          |
| 119 | Delfina Morosini      | Uruguay        | 10.44          |
| 119 | Taina Angel Izquierdo | Indonesia      | 10.30          |
| 118 | Noah Klapp            | Alemania       | 9.53           |
| 120 | Lorena Fica           | Chile          | 9.16           |
| 117 | Candelaria Resano     | Nicaragua      | 8.87           |
| 119 | Melanie Giunta        | Perú           | 8.20           |
| 118 | Rachel Presti         | Alemania       | 7.63           |
| 117 | Estela López          | Chile          | 7.17           |

### Día 7

#### Hombres
| N.º | Competidor                | País        | Puntos Totales |
| --- | ------------------------- | ----------- | -------------- |
| 147 | Owen Wright               | Australia   | 17.23          |
| 151 | Miguel Tudela             | Perú        | 15.57          |
| 149 | Miguel Tudela             | Perú        | 14.30          |
| 148 | Manuel Selman             | Chile       | 14.23          |
| 149 | Leon Glatzer              | Alemania    | 14.16          |
| 73  | Kanoa Igarashi            | Japón       | 14.10          |
| 74  | Shun Murakami             | Japón       | 13.67          |
| 149 | Vasco Ribeiro             | Portugal    | 13.53          |
| 148 | Lucca Mesinas             | Perú        | 13.50          |
| 151 | Lucca Mesinas             | Perú        | 13.50          |
| 73  | Joan Duru                 | Francia     | 13.43          |
| 150 | Hiroto Ohhara             | Japón       | 13.20          |
| 147 | Leon Glatzer              | Alemania    | 12.90          |
| 146 | Miguel Tudela             | Perú        | 12.74          |
| 145 | Manuel Selman             | Chile       | 12.60          |
| 150 | Leon Glatzer              | Alemania    | 12.33          |
| 145 | Vasco Ribeiro             | Portugal    | 11.84          |
| 147 | Matt McGillivray          | Sudáfrica   | 11.13          |
| 146 | Lucca Mesinas             | Perú        | 10.77          |
| 150 | Manuel Selman             | Chile       | 10.73          |
| 145 | Aritz Aranburu            | España      | 10.60          |
| 151 | I Ketut Agus Aditya Putra | Indonesia   | 10.13          |
| 74  | Jeremy Flores             | Francia     | 10.10          |
| 148 | Owen Wright               | Australia   | 9.97           |
| 146 | Bryan Pérez               | El Salvador | 9.37           |
| 73  | Hiroto Ohhara             | Japón       | 9.20           |
| 74  | I Ketut Agus Aditya Putra | Indonesia   | 9.17           |
| 145 | Isauro Elizondo           | Panamá      | 8.26           |

#### Mujeres
| N.º | Competidora       | País           | Puntos Totales |
| --- | ----------------- | -------------- | -------------- |
| 121 | Sally Fitzgibbons | Australia      | 13.03          |
| 123 | Sally Fitzgibbons | Australia      | 12.87          |
| 62  | Daniella Rosas    | Perú           | 11.93          |
| 123 | Mahina Maeda      | Japón          | 11.80          |
| 62  | Leilani McGonagle | Costa Rica     | 11.63          |
| 122 | Alyssa Spencer    | Estados Unidos | 11.00          |
| 121 | Vahiné Fierro     | Francia        | 10.80          |
| 61  | Teresa Bonvalot   | Portugal       | 10.53          |
| 62  | Paige Hareb       | Nueva Zelanda  | 9.77           |
| 61  | Yolanda Sequeira  | Portugal       | 9.63           |
| 122 | Amuro Tsuzuki     | Japón          | 9.63           |
| 124 | Pauline Ado       | Francia        | 9.60           |
| 121 | Bethany Zelasko   | Canadá         | 9.43           |
| 124 | Alyssa Spencer    | Estados Unidos | 8.76           |
| 61  | Mahina Maeda      | Japón          | 8.70           |
| 121 | Anat Lelior       | Israel         | 8.67           |
| 123 | Amuro Tsuzuki     | Japón          | 8.36           |
| 62  | Lucia Induráin    | Argentina      | 8.30           |
| 61  | Pauline Ado       | Francia        | 8.03           |
| 123 | Lucia Induráin    | Argentina      | 7.64           |
| 124 | Vahiné Fierro     | Francia        | 7.46           |
| 124 | Paige Hareb       | Nueva Zelanda  | 7.00           |
| 122 | Delfina Morosini  | Uruguay        | 6.77           |
| 122 | Stephanie Gilmore | Australia      | 6.03           |

### Día 8

#### Hombres
| Final | Final          | Final   | Final  |
| N.º   | Competidor     | País    | Puntos |
| ----- | -------------- | ------- | ------ |
| 1     | Joan Duru      | Francia | 14.94  |
| 2     | Kanoa Igarashi | Japón   | 13.74  |
| 3     | Jeremy Flores  | Francia | 12.94  |
| 4     | Hiroto Ohhara  | Japón   | 6.83   |

#### Mujeres
| Final | Final             | Final     | Final  |
| N.º   | Competidora       | País      | Puntos |
| ----- | ----------------- | --------- | ------ |
| 1     | Sally Fitzgibbons | Australia | 14.1   |
| 2     | Yolanda Sequeira  | Portugal  | 9.2    |
| 3     | Teresa Bonvalot   | Portugal  | 9.04   |
| 4     | Daniella Rosas    | Perú      | 5.26   |

## Clasificación

### Hombres
| Competidor         | País           |
| ------------------ | -------------- |
| Gabriel Medina     | Brasil         |
| Ítalo Ferreira     | Brasil         |
| Kolohe Andino      | Estados Unidos |
| John John Florence | Estados Unidos |
| Owen Wright        | Australia      |
| Julian Wilson      | Australia      |
| Jeremy Flores      | Francia        |
| Michel Bourez      | Francia        |
| Kanoa Igarashi     | Japón          |
| Jordy Smith        | Sudáfrica      |
| Leon Glatzer       | Alemania       |
| Miguel Tudela      | Perú           |
| Lucca Mesinas      | Perú           |
| Manuel Selman      | Chile          |
| Rio Waida          | Indonesia      |
| Frederico Morais   | Portugal       |
| Billy Stairmand    | Nueva Zelanda  |
| Ramzi Boukhiam     | Marruecos      |
| Leandro Usuna      | Argentina      |
| Hiroto Ohhara      | Japón          |

### Mujeres
| Competidora         | País           |
| ------------------- | -------------- |
| Carissa Moore       | Estados Unidos |
| Caroline Marks      | Estados Unidos |
| Tatiana Weston-Webb | Brasil         |
| Silvana Lima        | Brasil         |
| Brisa Hennessy      | Costa Rica     |
| Sally Fitzgibbons   | Australia      |
| Stephanie Gilmore   | Australia      |
| Johanne Defay       | Francia        |
| Yolanda Sequeira    | Portugal       |
| Teresa Bonvalot     | Portugal       |
| Daniella Rosas      | Perú           |
| Leilani McGonagle   | Costa Rica     |
| Mahina Maeda        | Japón          |
| Amuro Tsuzuki       | Japón          |
| Pauline Ado         | Francia        |
| Anat Lelior         | Israel         |
| Bianca Buitendag    | Sudáfrica      |
| Ella Williams       | Nueva Zelanda  |
| Sofia Mulanovich    | Perú           |
| Dominic Barona      | Ecuador        |